# 单音文
单音文（英語：Univocalic）为只用同一个元音写成的文章。每個音節的元音均相同。

## 中文
在中文中，是指只能使用同一個音所寫成的文章。由於都是同一個音所寫成，所以母音也均相同。
最有名的中文同音文是著名語言學家趙元任所寫成的《施氏食獅史》。全文皆用了「ㄕ」（shī）這個讀音。

## 其他语言
在英文中，單音文只能使用母音a、e、i、o、u中的某一个來写文章。
- 流传最广的单音文诗歌是C.C. Bombaugh于1890年写的，元音字母中只使用了O。下面是一个例子：

（一點都不凉爽的季风轻轻吹拂著牛津大学的指导教师－－保守的、颠簸而行的书虫「所罗门」。）
Bombaugh的名言“（从文学这一丰收的土地上拾得落穗）”这一句话是这种奇异文学精确的概括。
- 奥地利诗人Ernst Jandl（英语：Ernst Jandi）的德语诗《Ottos Mops》为德语字母O的单音文。
- 加拿大诗人Christian Bök（英语：Christian Bök）的《Eunoia（英语：Eunoia (book)）》一书中包括了英文字母A、E、I、O、U的单音文。[1]
- 冰岛诗人Eiríkur Örn Norðdahl（英语：Eiríkur Örn Norðdahl）的冰岛语诗《Höpöhöpö Böks》为冰岛语字母Ö的单音文。这首诗是为补充《Eunoia》而作。[2]
- 法国小说家乔治·佩雷克的法语小说《Les Revenentes（法语：Les Revenentes）》为法语字母E的单音文。
- 阿根廷民谣歌手León Gieco（西班牙语：León Gieco）1997年的西班牙语新奇歌曲《Ojo con los Orozco（西班牙语：Ojo con los Orozco）》（小心Orozco兄弟）。的歌词为字母O的单音文。[3]
- Eszperente（匈牙利语：Eszperente）是匈牙利语的一种只用字母E的单音文。由于E在匈牙利语里很常见而且有两种读音，写这种文字比较容易。一些诗和书籍，大部分是为儿童写的，使用了这种文字。

## 链接
- Jim，George[永久] Simmers写的单音文。

1. ↑  McArthur, Tom (1992). The Oxford Companion to the English Language, p.612. Oxford University Press. ISBN 0-19-214183-X
2. ↑  . Asymptote.   [2025-01-23]. （原始内容存档于2015-01-13）.
3. ↑  . Rock.com.ar - La enciclopedia del rock argentino.   [2025-01-23]. （原始内容存档于2015-01-13） （西班牙语）.